# ميثم جبار
ميثم جبار مطلق الفرطوسي (مواليد 10 نوفمبر 2000) لاعب كرة قدم عراقي يلعب في مركز الدفاع مع نادي القوة الجوية في الدوري العراقي الممتاز.

## المسيرة الدولية
لعب ميثم جبار المباراة الأولى له مع المنتخب العراقي في 20 مارس 2019 ضد المنتخب السوري في بطولة الصداقة الدولية لعام 2019.